# Josu Abrizketa Korta
Pour les articles homonymes, voir Korta.
Josu Abrizketa Korta (Ugao-Miraballes, Biscaye, 1948) est un militant historique d'Euskadi ta Askatasuna (ETA).

## Biographie
Il a été jugé avec d'autres dans le célèbre procès de Burgos de décembre 1970 où il a été condamné à 62 ans de prison. Il a été amnistié en 1977, mais en 1979 il s'est exilé en Pays basque français) après qu'il fut accusé pour infraction de collaboration avec bande armée.
Le 10 janvier 1984 les autorités françaises l'ont déporté au Panama, et quatre mois plus tard à Cuba, où il continue de refuser de recourir aux mesures de réinsertion. En 1992 il représentait à Cuba la firme Ugao SA, qui commercialise des produits de plusieurs entreprises espagnoles. En février 2000 Josu a rencontré à Cuba le représentant du Gouvernement basque, Josu Jon Imaz.